# Міяли (рудник)
Міяли – колишнє гірничодобувне підприємство у Абайській області Казахстану, яке вело розробку однойменного золоторудного родовища, що знаходиться за чотири десятки кілометрів північніше від міста Шар (Чарськ).
Родовище відкрили ще в 1949 році. В 1956 – 1967 та 1981 – 1989 роках комбінат «Алтайзолото» провадив його розробку відкритим способом.
В 1999-му компанія «Андас-Алтин» (щонайменше станом на середину 2000-х належала «Eurasia Gold Corporation») запустила тут установку переробки окиснених руд за технологією купчастого вилуговування потужністю 0,3 млн тон руди на рік. Обсяги видобутку були доволі незначними, так, в 2004-му на Міяли та ще одному золоторудному родовищі Центральний Мукур (фабрика потужністю 800 тисяч тон руди на рік) отримали лише 0,89 тони золота. 
Через вичерпання запасів окиснених руд розробка Міяли припинилась не пізніше 2007 року.